# Кражяй
Кражяй (лит. Kražiai, рус. Кроже, Крожи) — местечко в Кельмеском районе Литвы, административный центр Кражяйского староства, в 16 км к западу от Кельме.

## География
Местечко расположено на Жямайтской возвышенности. По нему протекает река Кражанте, правый приток Дубисы. Кражяй соединяется шоссе с такими близлежащими местечками как Немакщяй, Кальтиненай, Каркленай, Ужвентис. На северной окраине местечка находится ботанический заповедник.

## Инфраструктура и достопримечательности

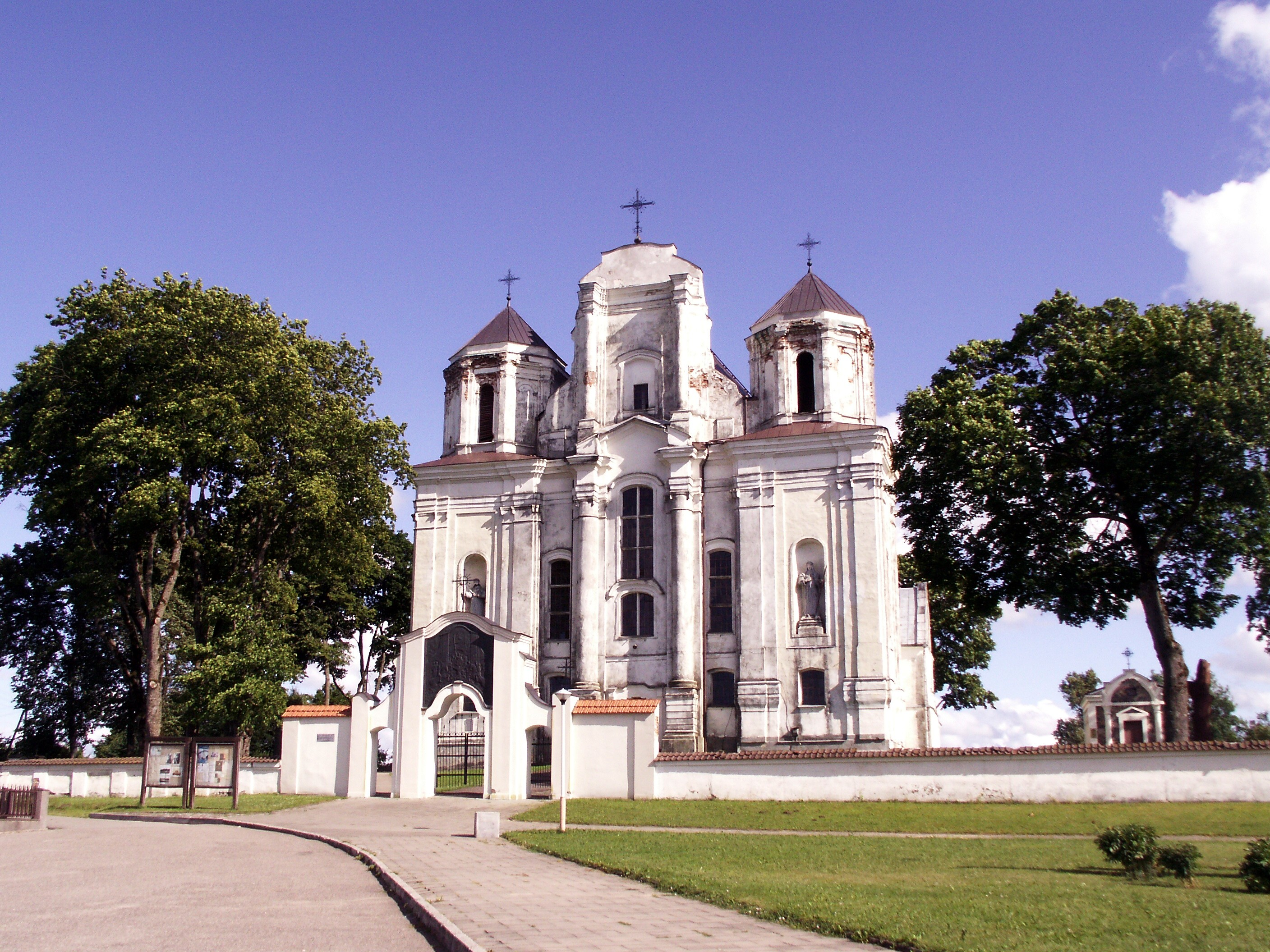
Костёл Непорочного Зачатия Пресвятой Девы Марии

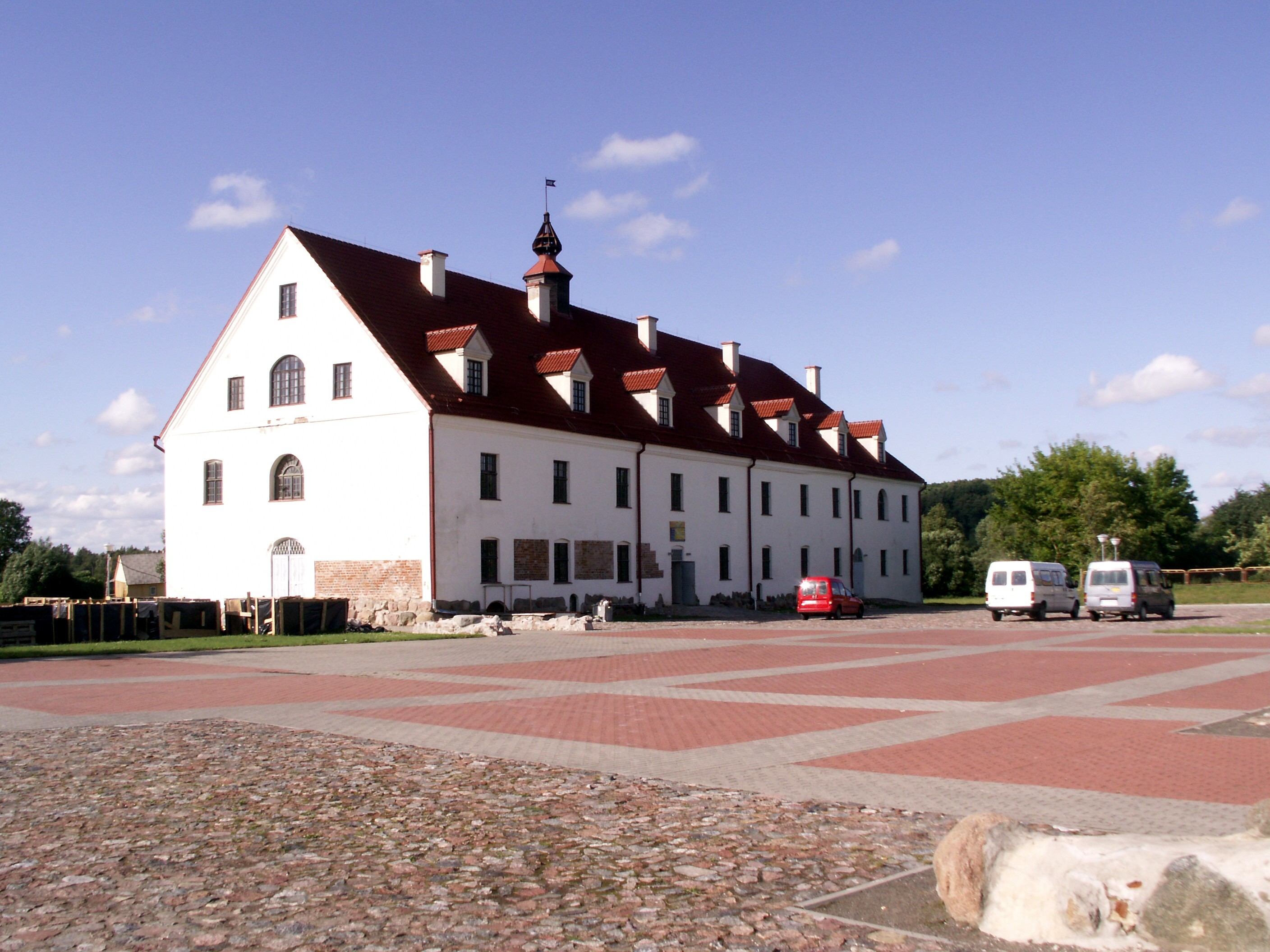
Здание бурсы

Почта, амбулатория, гимназия (в 1944—2006 годах средняя школа), центр культуры имени Сарбевия (Сарбевского), библиотека (1937), краеведческий музей (1988). Имеется три площади.
Костёл Непорочного Зачатия Пресвятой Девы Марии в стиле позднего барокко (возведение по проекту архитектора Томаша Жебровского началось в 1757 году; завершил ремесленник Трецер) входит в ансамбль сакральных строений, включающий ограду с воротами (середина XVIII века) и каменная часовня Святого Роха (середина XIX века). В храме имеется ценный барочный алтарь со скульптурами (вторая половина XVIII века), а также оклад образа Вознесения Девы Марии, орнаментированный крест, деревянные скамьи (все XIX века), в часовне — образ Святого Георгия (вторая половина XVIII века) и деревянная статуя Святого Иоанна Непомука (XIX век).
Сохранилось ренессансное двухэтажное здание бурсы (общежития) иезуитского коллегиума, построенное, как предполагается, в 1693 году. В коллегиуме, затем в гимназии на его основе преподавали Матей Казимир Сарбевский, Альберт Виюк-Коялович, Мотеюс Валанчюс, Адам Крупский; учились Дионизас Пошка, Симонас Станявичюс, Людвик Адам Юцевич.

## Население
В 1841 году насчитывалось 502 жителя, в 1897 году — 1761, в 1923 году — 1603, в 1959 году — 972, в 1970 году — 927, в 1979 году — 959. По переписи населения 1989 года жителей было 896 человек, в 2001 году — 784, в 2011 году — 603. В настоящее число жителей составляет 570 человек (2018).

## История

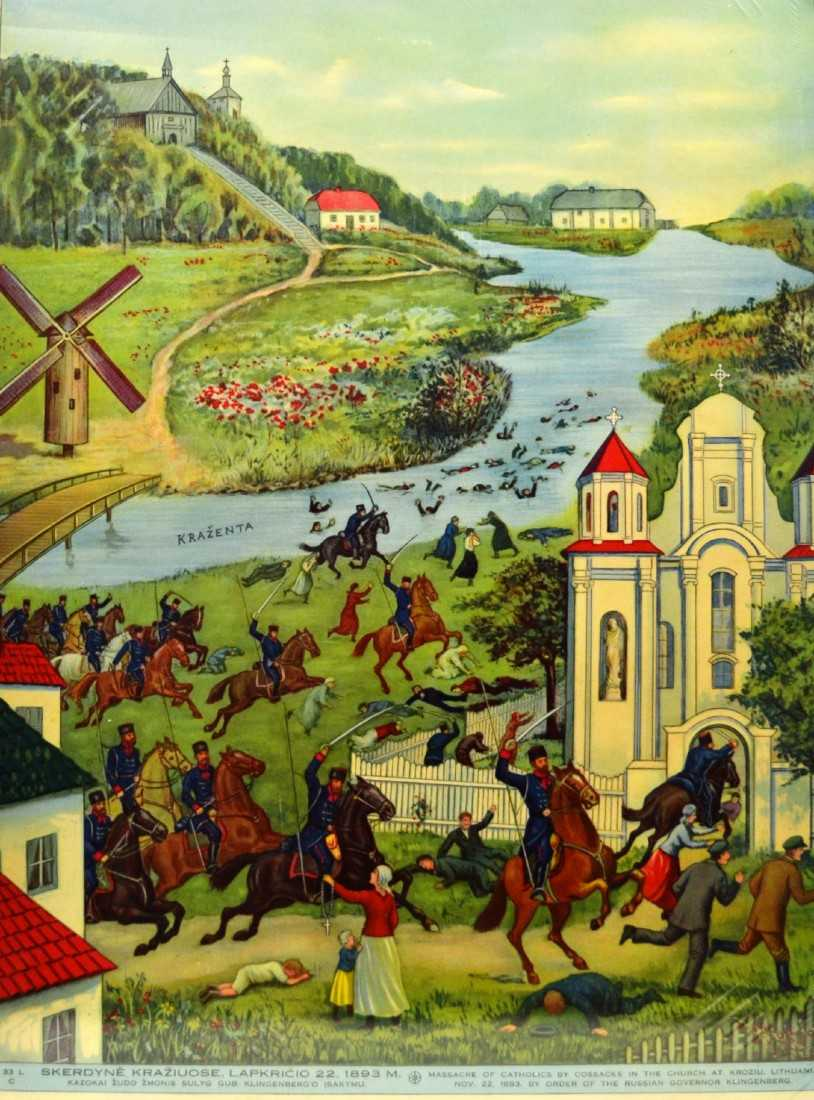
Крожская резня. Плакат (США)

Населённый пункт впервые упоминается в 1385 году, замок — в 1394 году, волость — в 1410 году. В 1416 году был построен костёл. С 1480 года Кражяй именуется местечком. Числится в списках непривилегированных городов Литвы 1529—1567 годов. В середине XVI века основана начальная школа.
С начала XV века до 1556 года Кражяй принадлежал Кезгайлам. После 1559 года Кражяй достались Радзивиллам. Николай Радзивилл Чёрный построил здесь в 1565 году каменный замок. С 1566 года до конца XVI века в Кражяй собирались сеймики жямайтской шляхты. В 1570—1740 годах здесь действовала духовная семинария, затем переведённая в Варняй. В начале XVII века Кражяй стал очагом контрреформации. В 1607 году здесь был основан иезуитский монастырь, в 1639 году — монастырь бенедиктинок (в 1757—1763 годах построен костёл, из-за которого в 1893 году произошла Крожская резня), в 1758 году — монастырь мариавиток.
В 1614 году основан иезуитский коллегиум с большой библиотекой, в XVII—XVIII веках действовал школьный театр (около 30 постановок). В 1817 году коллегиум преобразован в светскую гимназию. В 1823 году в гимназии действовала антиправительственная организация учащихся «Чёрные братья». В 1844 году гимназия была переведена в Ковно.
В середине XVII века и в начале XVIII века Кражяй пострадал от войн; пожары уничтожали местечко в 1780, 1807, 1845 и 1847 годах. С начала XIX века до 1950 года был центром волости, позднее — апилинки и центральной усадьбой колхоза.
Во время восстания 1863 года викарий Владислав Дембский организовал отряд повстанцев, читал в костёле повстанческий манифест, призывая присоединиться к восстанию и не подчиняться российским властям.
В июле — сентябре 1941 года в соседнем лесу и в деревне Памяджёкальнис по приказу немецкой оккупационной администрации расстреляно около 350 кражяйских евреев. После Второй мировой войны в окрестностях Кражяй действовали антисоветские партизаны легиона Бируте округа Кястутиса.

## Герб
Герб был утверждён Декретом президента Литовской Республики 4 марта 1993 года. Герб создан художником Агнюсом Тарабилдой. Он представляет собой лазурное поле, на изображён архангел Михаил с поднятым серебряным мечом с золотой рукоятью в правой руке и золотыми весами с черными шнурками в левой руке. Архангел облачён в серебряные латы, непокрытые доспехами части тела архангела естественного цвета, на его груди — две скрещённые золотые ленты. Под ногами архангела поверженный чёрный черт с серебряными рогами.
Изображение архангела Михаила и чёрта отсылает к конкретным реалиям (стоявший здесь в прошлом приходской костёл Святого Михаила и сохранившийся образ архангела Михаила) и историческому событию Крожской резни: в 1893 году верующие оказали сопротивление полицейским и жандармам, прибывшим из Ковно, чтобы обеспечить разрушение храма бывшего бенедиктинского монастыря по приказу Александра III. Сопротивление было подавлено казацким полком; во время столкновений и последовавшей экзекуции погибло 9 человек, около 50 было ранено, 69 — высечено, 35 человек было приговорено к тюремному заключению и каторге.